# Lăngești, Argeș
Lăngești este un sat în comuna Lunca Corbului din județul Argeș, Muntenia, România.